# David Libai

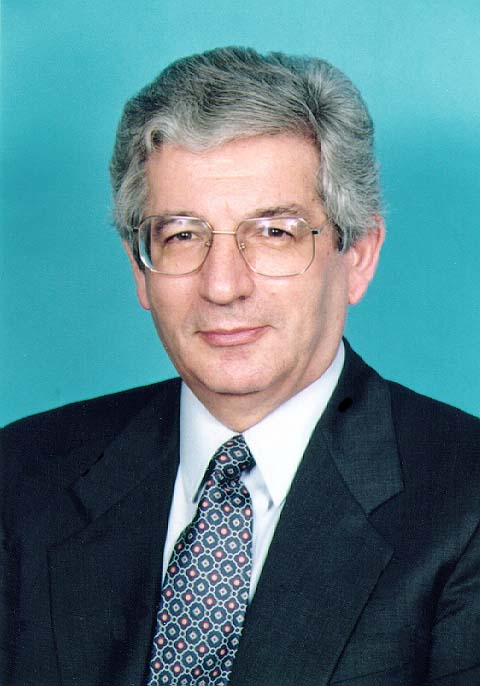
David Libai

David Libai (hebräisch דוד ליבאי; * 22. Oktober 1934 in Tel Aviv; † 24. Dezember 2023) war ein israelischer Rechtswissenschaftler und Politiker.

## Leben
Nach dem Besuch der Ironi Alef High School von Tel Aviv absolvierte er ein Studium der Rechtswissenschaften an der Hebräischen Universität Jerusalem innerhalb des Reserveoffiziersprogramms der Streitkräfte. Nach dem Abschluss des Studiums mit dem akademischen Grad eines Master of Arts des Instituts für Kriminologie und Strafrecht der Universität Tel Aviv war er im Rang eines Major als stellvertretender Chefankläger des Militärs tätig und erwarb später auch einen Doktor (Ph. D.) der Law School der University of Chicago.
Seine berufliche Laufbahn begann er dann 1958 im Büro des damaligen Justizministers Pinchas Rosen, wo er zunächst für die Abteilung für Amnestie zuständig und danach für einige Zeit Sprecher des Ministers war. 1960 wurde er zwar als Rechtsanwalt zugelassen, blieb aber als Chefassistent von Generalstaatsanwalt Colin Gillon und als Chefankläger am Disziplinargericht der öffentlichen Verwaltung weiterhin im Staatsdienst. Als solcher war er unter anderem 1963 Ankläger im ersten Prozess gegen einen jüdischen Polizisten, der mit den Nationalsozialisten kollaborierte.
1964 eröffnete er eigene Rechtsanwaltskanzlei. Von 1983 bis 1985 war er Vorsitzender der Anwaltskammer. Als Rechtswissenschaftler war er darüber hinaus Professor an der Universität Tel Aviv sowie dem Interdisziplinären Zentrum von Herzlia.
Seine politische Laufbahn begann er 1977 als Vorsitzender der Satzungskommission der Awoda. Am 13. August 1984 wurde er als deren Vertreter erstmals zum Abgeordneten der Knesset gewählt, der er bis zu seinem Rücktritt am 15. Oktober 1996 angehörte. Zwischen 1984 und 1988 war er Vorsitzender des Staatskontrollausschusses der Knesset und berief in dieser Position im Januar 1985 die sogenannte Beisky-Kommission unter dem Vorsitz des Richters Mosche Beisky zur Untersuchung der israelischen Bank- und Börsenkrise von 1983.
Am 13. Juli 1992 wurde er von Ministerpräsident Jitzchak Rabin zum Justizminister berufen und behielt dieses Amt auch in der nachfolgenden Regierung von Schimon Peres bis zum 18. Juni 1996. Daneben war er kurzzeitig vom 19. Juni bis zum 18. Juli 1995 auch Innenminister im Kabinett Rabin. Als Justizminister berief er Kommissionen zur Untersuchung des von Baruch Goldstein 1994 verursachten Massakers in der Grotte der Patriarchen, der jemenitischen Kinderaffäre sowie mit der Schamgar-Kommission zur Ermordung von Ministerpräsident Rabin.
Nach seinem Rücktritt als Abgeordneter und Ausscheiden aus der Regierung war Libai wiederum als Rechtsanwalt tätig und trat unter anderem als Rechtsbeistand im Betrugsverfahren gegen den Gründer des israelischen Softwareunternehmens für Signals Intelligence Comverse Technology Kobi Alexander sowie im Verfahren gegen den ehemaligen Staatspräsidenten Mosche Katzav in Erscheinung. Er legte dieses Mandat jedoch nieder, nachdem offensichtlich wurde, dass es sich dabei nicht nur um ein Ermittlungsverfahren wegen Erpressung, sondern wegen sexueller Nötigung handelte.
Des Weiteren war er wiederum als Rechtsprofessor sowie als Direktor des Instituts für Kriminologie und Kriminalrecht der Universität Tel Aviv tätig und auch Mitglied des Presserates. Für seine Tätigkeit als Rechtswissenschaftler wurde er nicht nur mit dem Pinchas-Rosen-Preis, sondern 2005 auch mit dem Ethikpreis von Justizministerin Tzipi Livni ausgezeichnet.
Trotz seines weitgehenden Rückzugs aus der Regierungspolitik war er im April 2006 maßgeblich am Zustandekommen der Regierung von Ministerpräsident Ehud Olmert beteiligt.
Neben Veröffentlichungen in juristischen Fachzeitschriften und Tageszeitungen war er auch 1978 Autor des Werkes Imprisonment Law.
Er starb am 24. Dezember 2023 im Alter von 89 Jahren.